# Davi Wilker de Souza
Davi Wilker de Souza (Campo Grande, 28 de abril de 1997) é um atleta paralímpico brasileiro da classe T13. Davi tem baixa visão causada por uma Toxoplasmose. Conquistou uma medalha de bronze nos Jogos Parapan-Americanos de 2019 em Lima, nos 400m da classe T13 .